# منتهى المقال في أحوال الرجال
منتهى المقال في أحوال الرجال ، كتاب في علم الرجال من تأليف أبو علي الحائري وهو من أبرز مؤلفاته ، وكتبت حوله العديد من الحواشي و التعليقات.

## المؤلف
محمد بن إسماعيل المازندراني المعروف بـأبو علي الحائري (1746 - 1801) فقيه مسلم عراقي برز في علم الرجال ، ولد في كربلاء ونشأ وتعلم فيها المقدمات ، وبعد إكماله دراسة مقدمات العلوم تتلمذ على فقهاء عصره، وخاصة الوحيد البهبهاني ودرس أيضاً على أعلام آخرين منهم محمد مهدي بحر العلوم ومحسن الأعرجي ، وقد سافر أبو علي أسفاراً عديدة زار فيها عدة مناطق، منها الحجاز ، وكان له تلاميذ منهم عبد العلي الرشتي. له عدّة مؤلفات، توفي بالنجف بعد رجوعه من الحجّ سنة 1216 هـ ودفن في العتبة العلوية. 

## سبب التأليف
ذكر المؤلف في مقدمة الكتاب سبب التأليف ، حيث قال:
«نّه لمّا كان كتاب: (منهج المقال في أحوال الرجال) الذي ألّفه العالم العامل، و الفاضل الكامل، الورع التّقي، و المقدّس الزكي، مولانا آميرزا محمّد الأسترآبادي، (قدّس اللّه فسيح تربته)، و أسكنه بحبوحة جنّته، كتابا شافيا، لم يعمل مثله في الرجال، و جامعا وافيا لجميع المذاهب و الأقوال.....إلّا أنّه لما قصرت همم المشتغلين، و قلّت رغبات المحصّلين، و صارت الطباع إلى المختصرات أميل منها إلى المطولات، رأيت أن أؤلّف نخبة وجيزة، بل تحفة عزيزة، أذكر فيها مضمون الكتابين، و ملخص المصنّفين، بأن أذكر ملخص ما ذكره الميرزا (رحمه اللّه)، ثم ملخص ما أفاده الأستاذ العلامة دام مجده.»